# اسکات پرتر
اسکات پرتر (انگلیسی: Scott Porter؛ زادهٔ ۱۴ ژوئیهٔ ۱۹۷۹) یک هنرپیشه اهل ایالات متحده آمریکا است. وی از سال ۲۰۰۴ میلادی تاکنون مشغول فعالیت بوده‌است.
از فیلم‌ها یا برنامه‌های تلویزیونی که وی در آن نقش داشته است می‌توان به مسابقه سرعت، بندسلم، جان عزیز و فهرست کارها اشاره کرد.